# Latinaje
Latinaje es el cuarto álbum de estudio de la cantante argentina Cazzu. Fue lanzado el 24 de abril de 2025 a través de Dale Play Records, en formato streaming y descarga digital.
El álbum representó un cambio en la búsqueda musical de la artista, innovando en géneros musicales diversos de la cultural popular latinoamericana, en consonancia con el título Latinaje, en el que explora la identidad de la región con diferentes sonidos.
En este sentido, Cazzu innovó con colaboraciones junto con representantes de los diferentes estilos para la grabación de algunas de estas canciones: Los Nombradores del Alba, Elena Rose, Maka y WIU.
La artista dedicó su álbum a "los amantes de la música, a los soñadores, a las soñadoras, a las mujeres que nacieron en lugares donde parece que los sueños no caben ahí, (...) lejos del gran Buenos Aires donde pasan las grandes cosas".

## Antecedentes
Cazzu grabó cuatro álbumes antes del lanzamiento de Latinaje: en todos estos, predominó el trap latino y el reguetón. Como artista urbana, su incursión en la música folclórica de América Latina comenzó con el lanzamiento de «Dolce», un corrido mexicano, publicado en enero de 2025. En marzo, en otro adelanto del disco, salió la cumbia «Con otra». En total, fueron tres adelantos: a estos se sumó «La Cueva».

## Portada

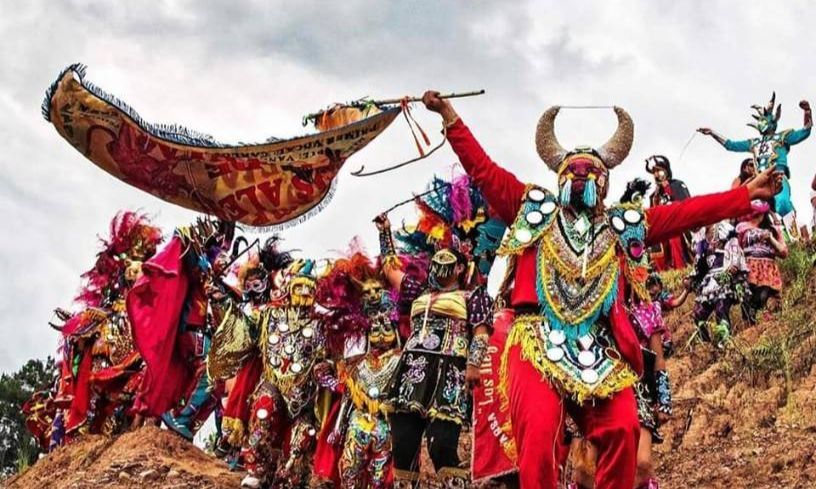
La celebración popular de Carnaval honra cada año a la Pachamama en la provincia de Jujuy.

El disco muestra la representación del Carnaval de Humahuaca, con los diablos característicos, entre los que se encuentra la cantante vestida de blanco. Esta elección remarca sus raíces jujeñas y revela una faceta íntima y mística.

## Música y letras
Este álbum cuenta con la particularidad de presentar un género musical distinto en cada canción. La lista comienza con «Copla», una baguala característica del noroeste argentino, que finaliza con la voz de una mujer jujeña hablándole a Cazzu, en una de las grabaciones más íntimas del álbum. «Mala Suerte», la segunda canción del tracklist, es una bachata con influencias del trap.
En tercer lugar, se encuentra la chacarera «Me Tocó Perder», compuesta en colaboración con Facundo Toro, e interpretada junto con su banda, Los Nombradores del Alba. Representa los inicios de Cazzu en la música, en el género musical al que su padre la introdujo.
«Dolce», la cuarta canción, había sido uno de los adelantos. Aquí aparece una de las incursiones en la música mexicana, con la inclusión de este corrido. Luego, está «La Cueva», canción que la artista afirmó haber compuesto en un momento emocionalmente vulnerable.

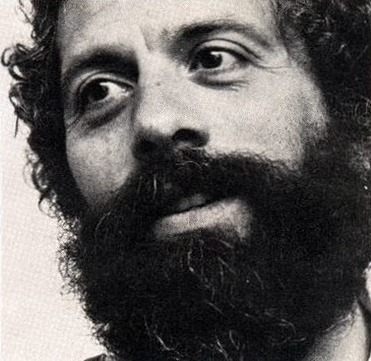
El autor argentino Facundo Cabral es versionado con «Pobrecito Mi Patrón», una sátira a la acumulación y la avaricia.

En el sexto lugar, «Ódiame» experimenta con el tango, con un sonido moderno y acompañado de un videoclip. La canción además referencia a la cantante argentina Tita Merello. Seguidamente, Cazzu homenajea a otro compositor nacional, a través dela versión de «Pobrecito Mi Patrón» de Facundo Cabral, en su tercera incursión en el folclore del norte argentino dentro del álbum para reflexionar sobre el valor de las cosas y las relaciones de poder. La cumbia aparece en la octava canción, «Con otra».
La última sección del álbum presenta varias colaboraciones: el noveno track es «Engreído», cantado con la artista venezolana-estadounidense Elena Rose, un bolero cubano. A continuación, están la salsa de «Que Disparen» y el pop alternativo en «Inti», dedicado a su hija. La hija de La Joaqui, Eva, pone su voz en la canción también. «Ahora» explora el flamenco con la voz del español Maka y «Una Loca Enamorada», el funk de Brasil con el rapero WIU. La canción final es «Menú de Degustación», un merengue dominicano, con una referencia al cordobés Rodrigo, cantante de cuarteto, género musical argentino influenciado por el merengue.

## Recepción
El álbum fue descrito como el "más ecléctico, personal e íntimo de su carrera" y como "el proyecto más ambicioso de su carrera". Tan solo una semana luego de su lanzamiento, el álbum superó las 100 millones de reproducciones en YouTube.
Previamente, los adelantos «La cueva», «Dolce» y «Con otra» habían alcanzado gran popularidad. El primero alcanzó el primer puesto en tendencias de videos musicales en YouTube a nivel mundial y el Top 5 de los mejores debuts globales de una artista latinoamericana en Spotify. El segundo fue la canción más escuchada en la radio de México por varias semanas. El tercero se ubicó como el séptimo mejor debut mundial en Spotify.

## Lista de canciones
Tracklist de Latinaje.

Todas las letras escritas por Cazzu y Nico Cotton.
| N.º   | Título                                             | Duración |  |
| 1.    | «Copla» (Introducción)                             | 1:02     |  |
| 2.    | «Mala suerte»                                      | 3:10     |  |
| 3.    | «Me tocó perder» (con Los Nombradores del Alba)    | 2:50     |  |
| 4.    | «Dolce»                                            | 3:21     |  |
| 5.    | «La cueva»                                         | 2:44     |  |
| 6.    | «Ódiame»                                           | 2:53     |  |
| 7.    | «Pobrecito mi patrón» (escrita por Facundo Cabral) | 2:06     |  |
| 8.    | «Con otra»                                         | 3:51     |  |
| 9.    | «Engreído» (con Elena Rose)                        | 4:21     |  |
| 10.   | «Que disparen»                                     | 3:36     |  |
| 11.   | «Inti» (con Eva Lerena de la Riva)                 | 3:01     |  |
| 12.   | «Ahora» (con Maka)                                 | 3:26     |  |
| 13.   | «Una loca enamorada» (con WIU)                     | 2:50     |  |
| 14.   | «Menú de degustación»                              | 3:01     |  |
| 42:20 |                                                    |          |  |

## Posicionamiento en listas

### Listas semanales
| Listas (2025)                     | Mejor posición |
| --------------------------------- | -------------- |
| Estados Unidos (Latin Pop Albums) | 4              |
| Estados Unidos (Top Latin Albums) | 48             |

## Créditos y personal
- Cazzu – voz y composición
- Nico Cotton – producción
- Facundo Toro, Nacho Prado y Daniel Campos – "Me Tocó Perder"
- Elena Rose – voz en "Engreído"
- Maka – voz en "Ahora"
- WIU – voz en "Una Loca Enamorada"